# Lobivia rauschii
Lobivia rauschii là một loài thực vật có hoa trong họ Cactaceae. Loài này được Zecher mô tả khoa học đầu tiên năm 1974.